# Basketbalový klub Spišská Nová Ves
Il B.K. 04 AC LB Spišská Nová Ves è una società cestistica avente sede a Spišská Nová Ves, in Slovacchia. Fondata nel 2004 gioca nel campionato slovacco.

## Palmarès
- Campionato slovacco: 1

2020-2021
- Coppa di Slovacchia: 2

2006, 2021